# Espostoa hylaea
Espostoa hylaea är en kaktusväxtart som beskrevs av Friedrich Ritter. Espostoa hylaea ingår i släktet Espostoa och familjen kaktusväxter. Inga underarter finns listade i Catalogue of Life.